# Kopulace (chemie)
Kopulace, též kopulační reakce nebo azo kopulace je organická reakce, při níž vznikají azosloučeniny z diazoniových solí a fenolů nebo aromatických aminů. V této elektrofilní aromatické substituční reakci funguje aryldiazoniový kationt jako elektrofil a aktivovaný aren jako nukleofil.

## Diazotace
Přeměna primárních aromatických aminů na diazoniové soli se nazývá diazotace. Diazoniové soli mohou být následně přeměněny kopulační reakcí na azosloučeniny.

## Použití
Produkt reakce absorbuje delší vlnové délky světla než výchozí látky díky zvýšené konjugaci vazeb. Z tohoto důvodu mají aromatické azosloučeniny jasné barvy a mnohé se tak používají jako barviva. K významným azobarvivům patří například acidobazický indikátor methylčerveň, dále naftolová červeň a azorubin.

## Příklady
Bylo popsáno mnoho podobných reakcí. Fenol reaguje s benzendiazoniumchloridem za vzniku žlutooranžové azosloučeniny. Reakce probíhá za zásadité katalýzy:

Podobné barvivo anilinová žluť se vyrábí reakcí benzendiazoniumchloridu s anilinem:

Lze také použít naftoly, zde je ukázána syntéza organolové hnědi z anilinu a 1-naftolu:

Podobně β-naftol reaguje s fenyldiazoniovým elektrofilem za vzniku silného oranžovočerveného zbarvení.